# 克里斯蒂安·施赖伯
克里斯蒂安·施赖伯（德語：Christian Schreiber，1980年8月7日—），德国男子赛艇运动员。他曾代表德国参加世界赛艇锦标赛，获得一枚金牌和一枚铜牌。他也曾参加2004年和2008年夏季奥运会。